# Ōme-Linie
| Triebzug der Baureihe E233-0 in Sawai |                         |                           |                          |
| |                         |                           |                          |
| Streckenlänge: | 37,2 km                 |                           |                          |
| Spurweite: | 1067 mm (Kapspur)       |                           |                          |
| Stromsystem: | 1500 V =                |                           |                          |
| Streckengeschwindigkeit: | 85 km/h                 |                           |                          |
| Zweigleisigkeit: | Tachikawa – Higashi-Ōme |                           |                          |
| |                         |                           |                          |
| Gesellschaft: | JR East                 |                           |                          |
| \| \| \| ↑ Chūō-Hauptlinie \| 1889– \| \| \| \| → Nambu-Linie \| 1929– \| \| \| 0,0 \| Tachikawa (立川) \| 1889– \| \| \| \| ↔ Einschienenbahn Tama \| 1998– \| \| \| \| → Chūō-Hauptlinie \| \| \| \| \| Musashi-Kaminohara \| \| \| \| \| (武蔵上ノ原) \| –1944 \| \| \| \| → Itsukaichi-Linie \| 1930–1944 \| \| \| \| Nishi-Tachikawa (西立川) \| 1931–1935 \| \| \| \| Zanbori-gawa \| \| \| \| \| Ōme-Abkürzung \| \| \| \| 1,9 \| Nishi-Tachikawa (西立川) \| 1935– \| \| \| 2,7 \| Higashi-Nakagami (東中神) \| 1942– \| \| \| 3,6 \| Nakagami (中神) \| 1908– \| \| \| 5,0 \| Akishima (昭島) \| 1938– \| \| \| \| → Hachikō-Linie \| 1931– \| \| \| \| Rangierbahnhof Tachikawa \| \| \| \| \| ← Seibu Haijima-Linie \| 1968– \| \| \| 6,9 \| Haijima (拝島) \| 1894– \| \| \| \| ← Hachikō-Linie \| 1931– \| \| \| \| → Itsukaichi-Linie \| 1925– \| \| \| \| Tamagawa-Aquädukt \| \| \| \| 8,6 \| Ushihama (牛浜) \| 1944– \| \| \| 9,6 0,0* \| Fussa (福生) \| 1894– \| \| \| \| \| \| \| \| 1,8* \| Fussa-Kawahara (福生河原) \| –1959 \| \| \| 11,7 \| Hamura (羽村) \| 1894– \| \| \| 14,1 \| Ozaku (小作) \| 1894– \| \| \| 15,9 \| Kabe (河辺) \| 1927– \| \| \| 17,2 \| Higashi-Ōme (東青梅) \| 1932– \| \| \| \| \| \| \| \| 18,5 \| Ōme (青梅) \| 1894– \| \| \| \| \| \| \| \| \| ← Asano-Zementwerk \| \| \| \| 20,6 \| Miyanohira (宮ノ平) \| 1914– \| \| \| \| Hinatawada (日向和田) \| 1895–1914 \| \| \| \| \| \| \| \| 21,4 \| Hinatawada (日向和田) \| 1914– \| \| \| 22,4 \| Ishigamimae (石神前) \| 1928– \| \| \| 23,6 \| Futamatao (二俣尾) \| 1920– \| \| \| \| Hiramizo-gawa \| \| \| \| 24,5 \| Ikusabata (軍畑) \| 1929– \| \| \| 25,9 \| Sawai (沢井) \| 1929– \| \| \| 27,2 \| Mitake (御嶽) \| 1929– \| \| \| \| (2 Tunnel) \| \| \| \| 29,6 \| Ausweiche Higashi-Kawai \| –2001 \| \| \| 30,0 \| Kawai (川井) \| 1944– \| \| \| \| Daitaba-gawa \| \| \| \| \| \| \| \| \| 31,6 \| Kori (古里) \| 1944– \| \| \| \| \| \| \| \| \| Iri-kawa \| \| \| \| \| (2 Tunnel) \| \| \| \| 33,8 \| Hatonosu (鳩ノ巣) \| 1944– \| \| \| \| Nishi-kawa \| \| \| \| \| (4 Tunnel) \| \| \| \| 35,2 \| Shiromaru (白丸) \| 1944– \| \| \| \| Hikawa-Tunnel (1270 m) \| \| \| \| 37,2 \| Oku-Tama (奥多摩) \| 1944– \| \| \| \| Ogōchi-Linie \| 1952–1957 \| |                         |                           |                          |
| Strecke |                         | ↑ Chūō-Hauptlinie         | 1889–                    |
| Abzweig geradeaus und von links |                         | → Nambu-Linie             | 1929–                    |
| Bahnhof | 0,0                     | Tachikawa (立川)          | 1889–                    |
| Kreuzung mit U-Bahn geradeaus unten |                         | ↔ Einschienenbahn Tama    | 1998–                    |
| Abzweig geradeaus und nach links · Abzweig quer und von rechts |                         | → Chūō-Hauptlinie         | → Chūō-Hauptlinie        |
| Strecke · ehemaliger Haltepunkt / Haltestelle |                         | Musashi-Kaminohara        | Musashi-Kaminohara       |
| Strecke · Strecke |                         | (武蔵上ノ原)              | –1944                    |
| Strecke · Abzweig geradeaus und ehemals nach links |                         | → Itsukaichi-Linie        | 1930–1944                |
| ehemaliger Haltepunkt / Haltestelle · Strecke |                         | Nishi-Tachikawa (西立川)  | 1931–1935                |
| Brücke über Wasserlauf · Brücke über Wasserlauf |                         | Zanbori-gawa              | Zanbori-gawa             |
| |                         | Ōme-Abkürzung             |                          |
| Haltepunkt / Haltestelle | 1,9                     | Nishi-Tachikawa (西立川)  | 1935–                    |
| Haltepunkt / Haltestelle | 2,7                     | Higashi-Nakagami (東中神) | 1942–                    |
| Haltepunkt / Haltestelle | 3,6                     | Nakagami (中神)           | 1908–                    |
| Haltepunkt / Haltestelle | 5,0                     | Akishima (昭島)           | 1938–                    |
| Abzweig geradeaus und von links |                         | → Hachikō-Linie           | 1931–                    |
| Blockstelle |                         | Rangierbahnhof Tachikawa  | Rangierbahnhof Tachikawa |
| Strecke von rechts · Strecke |                         | ← Seibu Haijima-Linie     | 1968–                    |
| | 6,9                     | Haijima (拝島)            | 1894–                    |
| Strecke quer · Abzweig geradeaus und nach rechts |                         | ← Hachikō-Linie           | 1931–                    |
| Abzweig geradeaus und nach links |                         | → Itsukaichi-Linie        | 1925–                    |
| Brücke über Wasserlauf |                         | Tamagawa-Aquädukt         | Tamagawa-Aquädukt        |
| Haltepunkt / Haltestelle | 8,6                     | Ushihama (牛浜)           | 1944–                    |
| Haltepunkt / Haltestelle | 9,6 0,0*                | Fussa (福生)              | 1894–                    |
| |                         |                           |                          |
| Strecke · Betriebs-/Güterbahnhof Streckenende (Strecke außer Betrieb) | 1,8*                    | Fussa-Kawahara (福生河原) | –1959                    |
| Haltepunkt / Haltestelle | 11,7                    | Hamura (羽村)             | 1894–                    |
| Haltepunkt / Haltestelle | 14,1                    | Ozaku (小作)              | 1894–                    |
| Haltepunkt / Haltestelle | 15,9                    | Kabe (河辺)               | 1927–                    |
| Bahnhof | 17,2                    | Higashi-Ōme (東青梅)      | 1932–                    |
| |                         |                           |                          |
| Blockstelle · Bahnhof | 18,5                    | Ōme (青梅)                | 1894–                    |
| |                         |                           |                          |
| Betriebsstelle Streckenanfang und quer (Strecke außer Betrieb) · Abzweig geradeaus und ehemals nach rechts |                         | ← Asano-Zementwerk        | ← Asano-Zementwerk       |
| Bahnhof | 20,6                    | Miyanohira (宮ノ平)       | 1914–                    |
| Abzweig geradeaus und ehemals nach links · Kopfbahnhof Streckenende und quer (Strecke außer Betrieb) |                         | Hinatawada (日向和田)     | 1895–1914                |
| Tunnel |                         |                           |                          |
| Haltepunkt / Haltestelle | 21,4                    | Hinatawada (日向和田)     | 1914–                    |
| Bahnhof | 22,4                    | Ishigamimae (石神前)      | 1928–                    |
| Bahnhof | 23,6                    | Futamatao (二俣尾)        | 1920–                    |
| Brücke über Wasserlauf |                         | Hiramizo-gawa             | Hiramizo-gawa            |
| Haltepunkt / Haltestelle | 24,5                    | Ikusabata (軍畑)          | 1929–                    |
| Bahnhof | 25,9                    | Sawai (沢井)              | 1929–                    |
| Bahnhof | 27,2                    | Mitake (御嶽)             | 1929–                    |
| Tunnel |                         | (2 Tunnel)                | (2 Tunnel)               |
| ehemalige Blockstelle | 29,6                    | Ausweiche Higashi-Kawai   | –2001                    |
| Haltepunkt / Haltestelle | 30,0                    | Kawai (川井)              | 1944–                    |
| Brücke über Wasserlauf |                         | Daitaba-gawa              | Daitaba-gawa             |
| Tunnel |                         |                           |                          |
| Bahnhof | 31,6                    | Kori (古里)               | 1944–                    |
| Tunnel |                         |                           |                          |
| Brücke über Wasserlauf |                         | Iri-kawa                  | Iri-kawa                 |
| Tunnel |                         | (2 Tunnel)                | (2 Tunnel)               |
| Bahnhof | 33,8                    | Hatonosu (鳩ノ巣)         | 1944–                    |
| Brücke über Wasserlauf |                         | Nishi-kawa                | Nishi-kawa               |
| Tunnel |                         | (4 Tunnel)                | (4 Tunnel)               |
| Haltepunkt / Haltestelle | 35,2                    | Shiromaru (白丸)          | 1944–                    |
| Tunnel |                         | Hikawa-Tunnel (1270 m)    | Hikawa-Tunnel (1270 m)   |
| Kopfbahnhof Strecke ab hier außer Betrieb | 37,2                    | Oku-Tama (奥多摩)         | 1944–                    |
| Strecke (außer Betrieb) |                         | Ogōchi-Linie              | 1952–1957                |

Die Ōme-Linie (jap. 青梅線 Ōme-sen) ist eine Eisenbahnstrecke auf der japanischen Insel Honshū, die von der Bahngesellschaft JR East betrieben wird. Sie ist eine Zweigstrecke der Chūō-Hauptlinie, die im äußersten Westen der Präfektur Tokio die Städte Tachikawa, Ōme und Okutama miteinander verbindet.
Der landschaftlich reizvolle Streckenabschnitt zwischen Ōme und Okutama wird von JR East unter dem Namen Tokyo Adventure Line (東京アドベンチャーライン) vermarktet.

## Beschreibung
Die in Kapspur (1067 mm) verlegte Strecke ist mit 1500 V Gleichspannung elektrifiziert. Auf einer Länge von 32,7 km bedient sie 25 Bahnhöfe und Haltestellen, die zulässige Höchstgeschwindigkeit beträgt 85 km/h. Südlicher Ausgangspunkt ist der Bahnhof Tachikawa, ein bedeutender Verkehrsknotenpunkt. Hier zweigt die Strecke von der Chūō-Hauptlinie nach Westen ab. Der nachfolgende Abschnitt bis Nishi-Tachikawa ist zweiteilig: Während die eigentliche Ōme-Linie geradlinig dorthin führt, macht die so genannte Ōme-Abkürzung einen kleinen Schwenker nach Süden. Letztere dient in erster Linie dazu, eine direkte Verbindung von der Chūō-Hauptlinie für stadtauswärts fahrende Züge (ab Gleis 6) herzustellen, ohne dass in Tachikawa diese stark befahrene Strecke gekreuzt werden muss.
Wieder vereinigt, wendet sich die Ōme-Linie zunehmend nach Nordwesten und folgt dabei dem Tama auf der linken Talseite. In Haijima kreuzt sie sich mit der Hachikō-Linie; ebenso kann hier auf die Itsukaichi-Linie und die Seibu Haijima-Linie umgestiegen. Bis zum Bahnhof Higashi-Ōme ist sie zweigleisig, anschließend besitzt sie nur noch ein Gleis. In Ōme erreicht die Strecke das Okutama-Bergland und führt durch zunehmend gebirgiger werdendes Gelände. In diesem Bereich befinden sich mehrere Tunnel, der längste ist der Hikawa-Tunnel mit 1270 m. Eine große touristische Bedeutung hat der Bahnhof Mitake. Weiterhin dem Oberlauf des Tama folgend, erreicht die Strecke schließlich die Endstation Oku-Tama.

## Züge
Im Nahverkehr sind durchgehende Züge vom einen Ende der Ōme-Linie in Tachikawa zum anderen Ende in Oku-Tama relativ selten, stattdessen wird in Ōme üblicherweise eine betriebliche Zweiteilung vorgenommen. Südöstlich davon verkehren die Züge tagsüber fünfmal je Stunde mit zehn Wagen, während der Hauptverkehrszeit wird die Zugfolge auf bis zu zwei Minuten verdichtet. Oft fahren die Nahverkehrszüge über Tachikawa hinaus als Eilzug auf der Chūō-Schnellbahnlinie weiter bis nach Shinjuku und Tokio. Es gibt auch mehrere umsteigefreie Verbindungen von der Chūō-Schnellbahnlinie über die Ōme-Linie und die Itsukaichi-Linie nach Musashi-Itsukaichi. Im relativ dünn besiedelten oberen Teil des Tama-Tals westlich von Ōme beträgt der Fahrplantakt je nach Tageszeit 30 bis 45 Minuten, jeweils mit vier Wagen.
Unter der Woche wird der Schnellzug Ōme angeboten, der einmal am Morgen mit nur vier Zwischenhalten von Ōme nach Tokio und abends zweimal von Tokio zurück nach Ōme verkehrt. An Wochenenden und Feiertagen kommen drei Schnellzugpaare mit der Bezeichnung Holiday Rapid Okutama/ Akigawa hinzu, die Tokio mit der Tama-Region verbinden. In Haijima werden die zehnteiligen Züge in zwei Einheiten getrennt (bzw. wieder zusammengesetzt), wobei vier Wagen als Holiday Rapid Akigawa weiter nach Musashi-Itsukaichi verkehren und die restlichen sechs Wagen als Holiday Rapid Oku-Tama nach Oku-Tama.

## Bilder

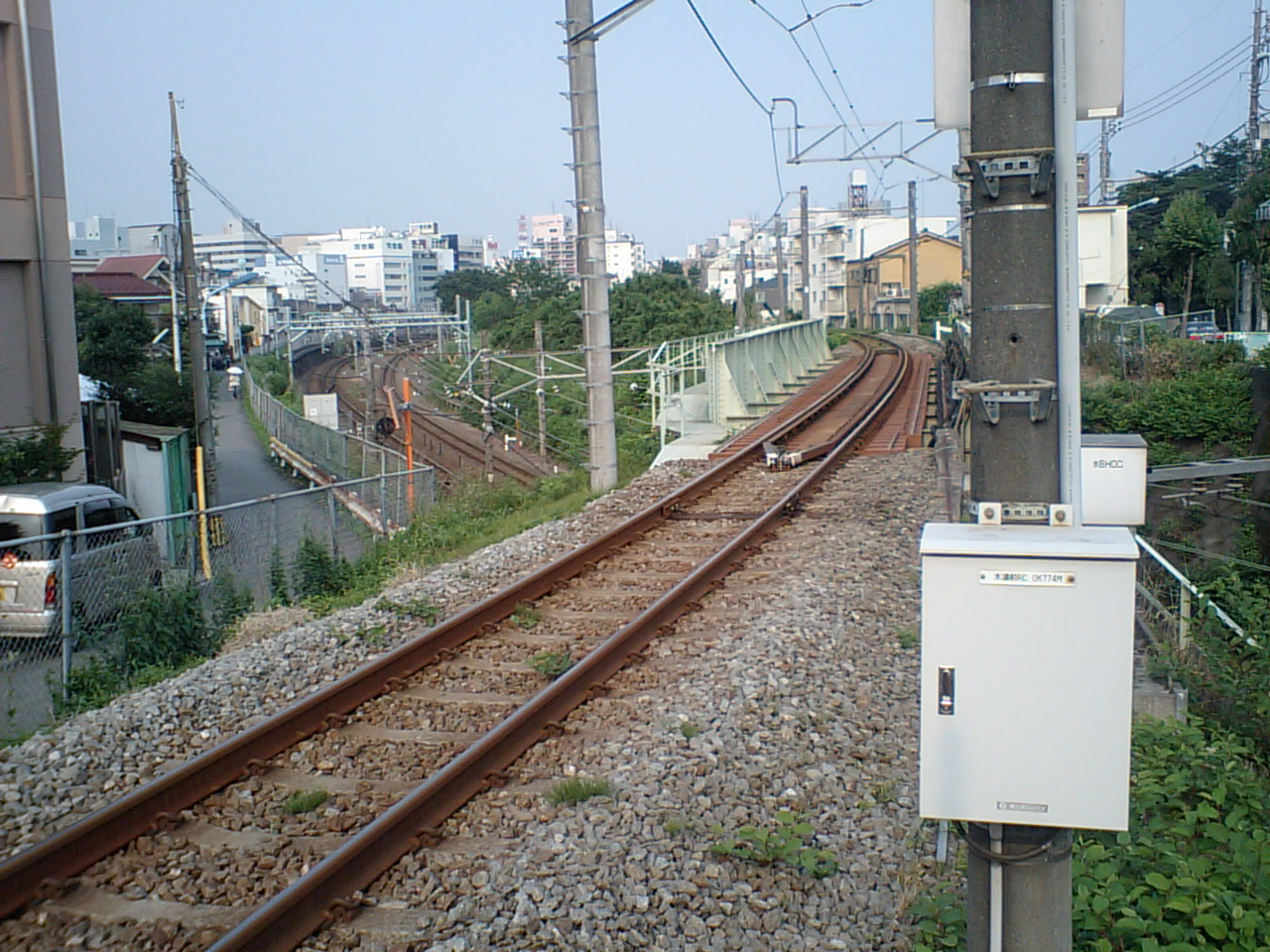
Ōme-Abkürzung
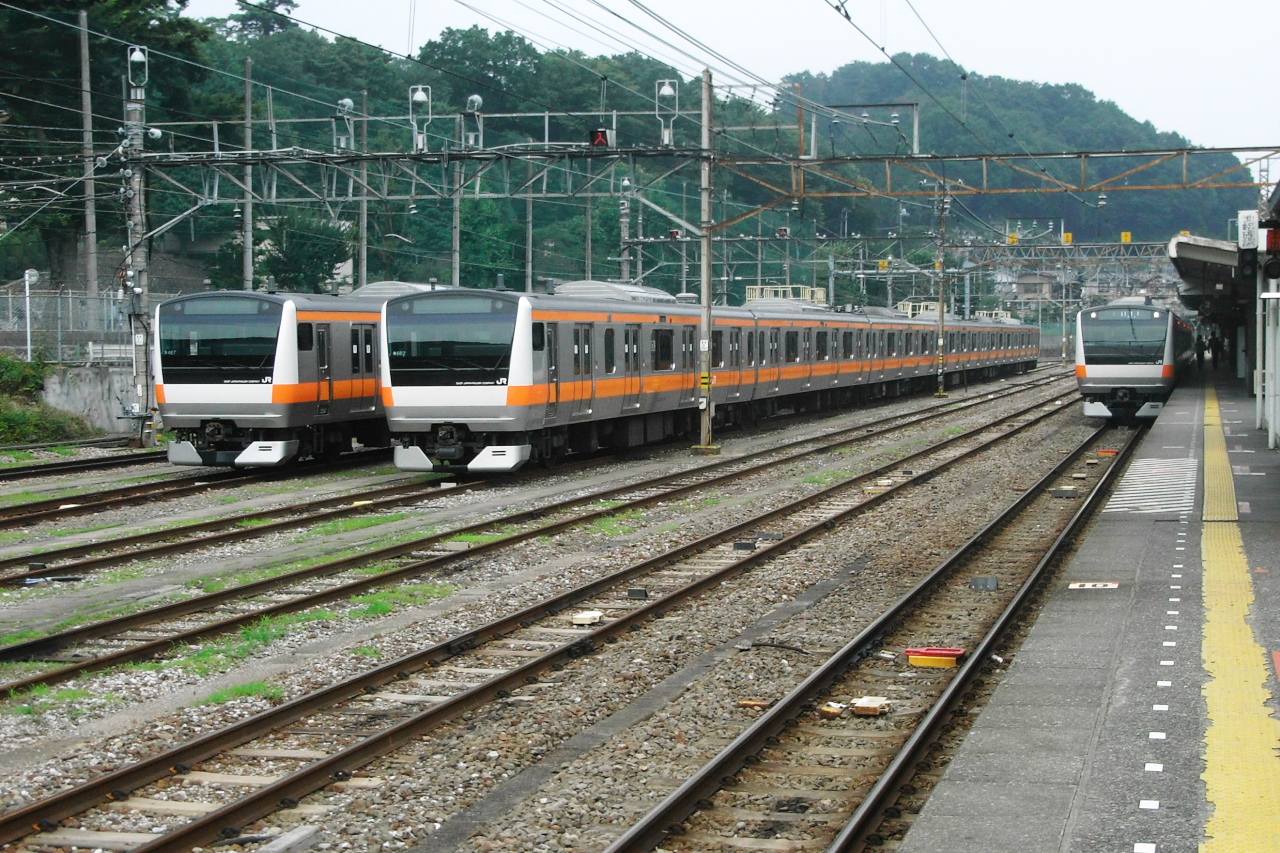
Bahnhof Ōme
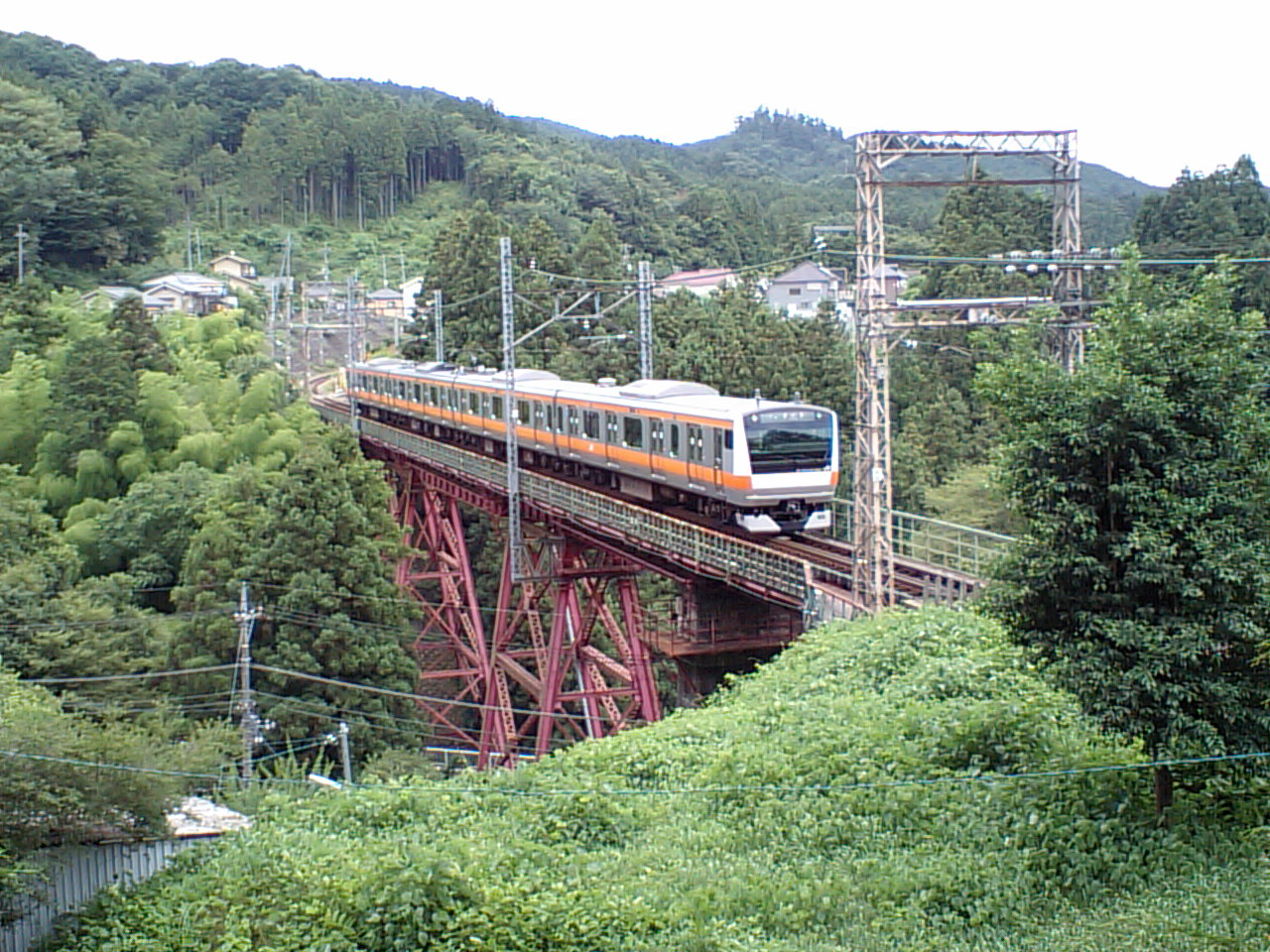
Brücke über den Hiramizo zwischen Futamatao und Ikusabata
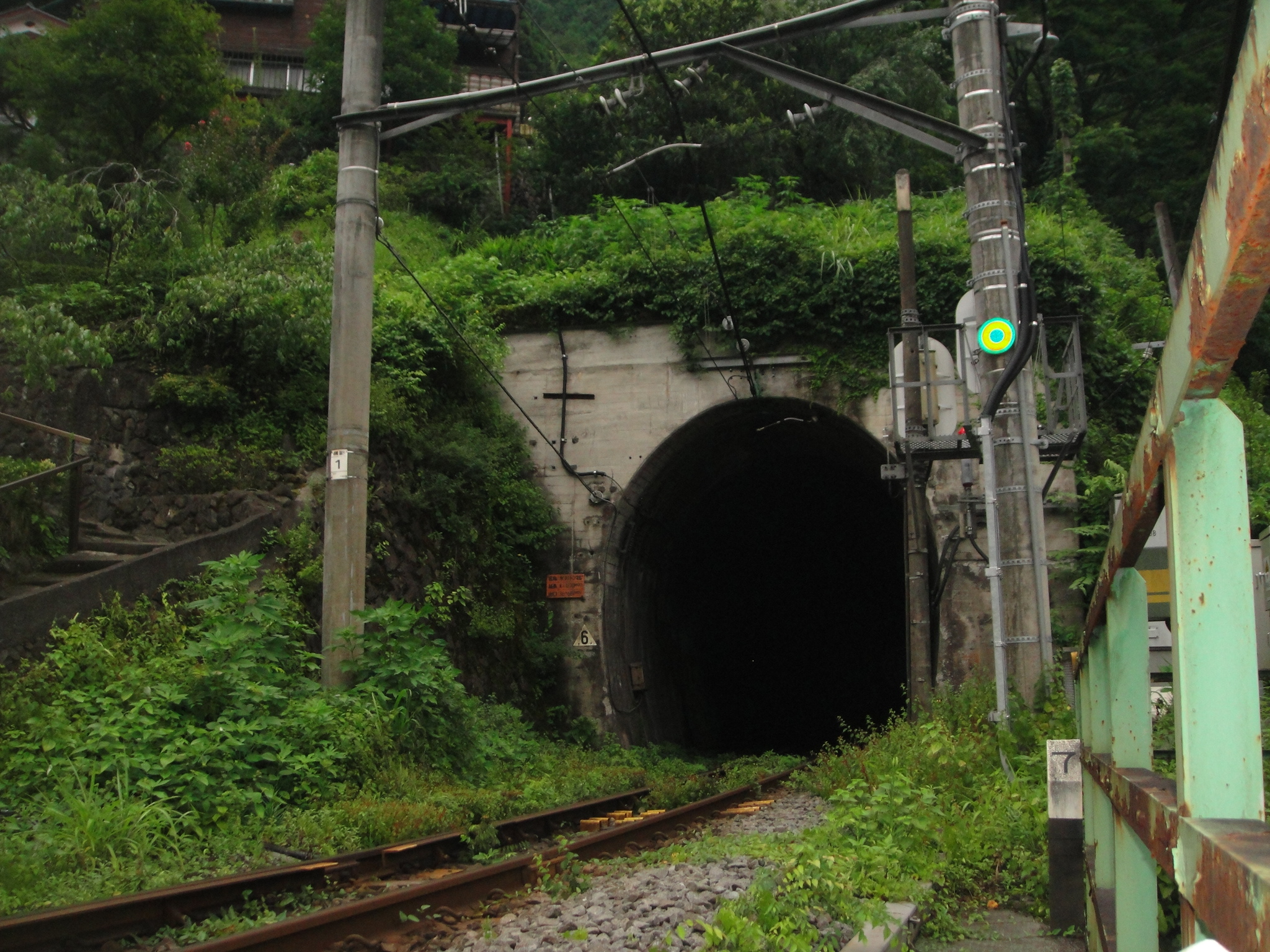
Hikawa-Tunnel
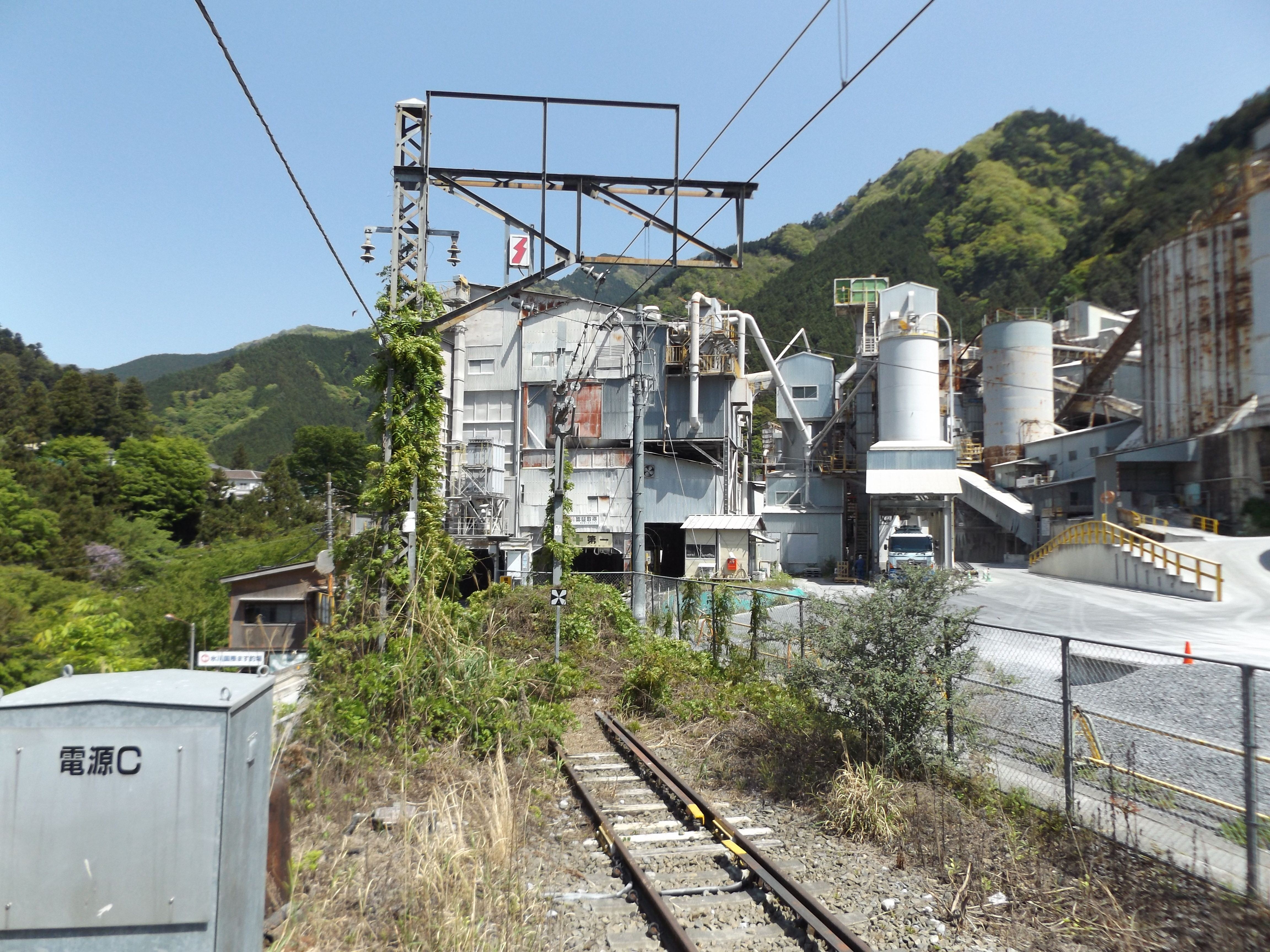
Streckenende in Oku-Tama

## Geschichte

### Hauptstrecke
Die Bahngesellschaft Ōme Tetsudō (青梅鉄道) erhielt am 21. Juni 1892 die Konzession für den Bau einer lokalen Eisenbahnstrecke entlang dem Oberlauf des Flusses Tama, mit einer Spurweite von 762 mm. Am 19. November 1894 eröffnete sie den ersten Abschnitt von Tachikawa über Haijima nach Ōme. Es folgte die Eröffnung des Teilstücks zwischen Ōme und Hinatawada am 28. Dezember 1895. Dieses diente jedoch über zwei Jahre lang ausschließlich dem Güterverkehr; die Aufnahme des Personenverkehrs erfolgte am 10. März 1898. Um das aufwändige Umladen von Gütern in Tachikawa zu vermeiden, wurde die gesamte Ōme-Linie am 18. Februar 1908 auf die übliche Kapspur (1067 mm) umgespurt.
Am 1. April 1914 verlegte man den Bahnhof Hinatawada zum heutigen Standort, in Vorbereitung auf den geplanten Weiterbau nach Futamatao. Dieser verzögerte sich wegen des Ersten Weltkriegs und war erst fünfeinhalb Jahre später am 1. Januar 1920 abgeschlossen. Am 25. April 1925 wurde die Strecke Tachikawa–Futamatao mit 1200 V Gleichspannung elektrifiziert (im Jahr 1930 auf 1500 V erhöht). Knapp zwei Jahre später, am 9. Februar 1927, ging eine kurze Zweigstrecke von Fussa nach Fussa-Kawahara in Betrieb. Die Bahngesellschaft benannte sich am 3. Mai 1929 in Ōme Denki Tetsudō (青梅電気鉄道) um; dadurch sollte der elektrische Betrieb hervorgehoben werden. Am 1. September desselben Jahres verlängerte sie die Strecke von Futamatao nach Mitake, wobei dieser Abschnitt von Anfang an elektrifiziert war.
Während des Pazifikkriegs strebte der japanische Staat danach, verschiedene Privatbahnen von strategisch wichtiger Bedeutung, die nach der ersten Verstaatlichungswelle von 1906/07 entstanden waren, unter seine Kontrolle zu bringen. Entsprechend einer 1941 erlassenen Verordnung waren insgesamt 22 Bahngesellschaften von der Verstaatlichung betroffen, darunter die Ōme Denki Tetsudō, deren Bahnstrecke am 1. April 1944 in staatlichen Besitz überging und ihren heutigen Namen erhielt. Eine weitere Bahngesellschaft, die im Juni 1937 gegründete Okutama Denki Tetsudō (奥多摩電気鉄道), wurde am selben Tag verstaatlicht. Sie hatte damit begonnen, eine Anschlussstrecke von Mitake nach Oku-Tama zu bauen. Das Ministerium für Verkehr und Kommunikation stellte sie fertig und nahm sie am 1. Juli 1944 in Betrieb. Ab 1. April 1944 war das Teilstück Tachikawa–Nakagama zweigleisig befahrbar, ab 15. Mai 1946 auch das Teilstück Nakagami–Haijima.
Die Japanische Staatsbahn führte am 27. Juli 1949 umsteigefreie Verbindungen zwischen Ōme und Tokio ein, am 1. Oktober 1950 auch in der Gegenrichtung. Am 10. Dezember 1959 legte sie die Zweigstrecke nach Fussa-Kawahara still. Die Staatsbahn führte den Streckenausbau weiter: Das zweite Gleise reichte am 28. März 1961 bis Fussa, am 12. Dezember 1961 bis Ozaku und am 7. Mai 1962 bis Higashi-Ōme. Im Rahmen der Staatsbahnprivatisierung ging die Ōme-Linie am 1. April 1987 in den Besitz der neuen Gesellschaft JR East über, während JR Freight den Güterverkehr übernahm. Die neue Besitzerin baute das Angebot markant aus, insbesondere die Zahl der Schnellzüge nahm zu.

### Ōme-Abkürzung
Das Asano-Zaibatsu, das im Besitz der benachbarten Bahngesellschaften Itsukaichi Tetsudō und Nambu Tetsudō war, wollte im Bahnhof Tachikawa Güterzüge von der Nambu-Linie zur Ōme-Linie verkehren lassen, ohne die Gleise der staatlichen Eisenbahn kreuzen müssen. Zunächst eröffnete die Itsukaichi Tetsudō am 13. Juli 1930 den Abschnitt zwischen Tachikawa und Musashi-Kaminohara. Aus finanziellen Gründen verzögerte sich der Weiterbau um über ein Jahrzehnt. 1940 ging die Itsukaichi Tetsudō in der Nambu Tetsudō auf, die ihrerseits am 1. April 1944 verstaatlicht wurde. Die Regierung betrachtete die Abkürzungsstrecke als kriegswichtige Investition und veranlasste ihre Fertigstellung. So ging am 11. Oktober 1944 das fehlende Teilstück zwischen Musashi-Kaminohara und Nishi-Tachikawa in Betrieb. Heute dient die Strecke in erster Linie dazu, eine direkte Verbindung von der Chūō-Hauptlinie für stadtauswärts fahrende Züge im Süden (Gleis 6) herzustellen, ohne dass in Tachikawa die stark befahrene Chūō-Linie gekreuzt werden muss.

## Zukunft
Aktuell wird die Ōme-Linie zusammen mit der Chūō-Schnellbahnlinie für Züge mit Erstklasswagen (in Japan Green Class genannt) ausgebaut. Dazu werden die Züge, welche über Tachikawa hinaus bis nach Tokio verkehren, von zehn auf zwölf Wagen verlängert. Alle Bahnsteige zwischen Tokio und Ōme werden entsprechend verlängert. Auf der Ome-Linie werden derzeit die zwölf Bahnhöfe JC-51 (Nishi-Tachikawa) bis JC-62 (Ōme) angepasst. Der obere Teil bis nach Oku-Tama und die Itsukaishi-Linie sind nicht Teil des Ausbaus. Parallel dazu werden für 58 Züge der Baureihe E233 je zwei neue Erstklasswagen produziert. Von den auf anderen Linien bisher eingesetzten Wagen unterscheiden sie sich durch breitere Einstiegstüren, um den Fahrgastfluss zu beschleunigen. Parallel dazu werden in den aktuellen Zügen behindertengerechte Toiletten in Wagen 4 eingebaut. Die Einführung der neuen Züge wurde mehrfach verschoben, aktuell ist sie im März 2024 vorgesehen. Bereits eingebaute Toiletten können seit dem Fahrplanwechsel im März 2020 benutzt werden.

## Liste der Bahnhöfe
HR = Holiday Rapid Oku-Tama; To= Tokkyū Ōme (Limited Express Ōme)
| Name | Name                      | km   | HR | To | Anschlusslinien | Lage   | Ort       |
| ---- | ------------------------- | ---- | -- | -- | --- | ------ | --------- |
| JC19 | Tachikawa (立川)          | 00,0 | ●  | ●  | Chūō-Hauptlinie (Chūō-Schnellbahnlinie) Nambu-Linie Bhf. Tachikawa-Kita und Tachikawa-Minami: Einschienenbahn Tama | Koord. | Tachikawa |
| JC51 | Nishi-Tachikawa (西立川)  | 01,9 | ●  | ǀ  | | Koord. | Tachikawa |
| JC52 | Higashi-Nakagami (東中神) | 02,7 | ǀ  | ǀ  | | Koord. | Akishima  |
| JC53 | Nakagami (中神)           | 03,6 | ǀ  | ǀ  | | Koord. | Akishima  |
| JC54 | Akishima (昭島)           | 05,0 | ǀ  | ǀ  | | Koord. | Akishima  |
| JC55 | Haijima (拝島)            | 06,9 | ●  | ●  | Hachikō-Linie Itsukaichi-Linie Seibu Haijima-Linie                                                                 | Koord. | Akishima  |
| JC56 | Ushihama (牛浜)           | 08,6 | ǀ  | ǀ  | | Koord. | Fussa     |
| JC57 | Fussa (福生)              | 09,6 | ●  | ǀ  | | Koord. | Fussa     |
| JC58 | Hamura (羽村)             | 11,7 | ǀ  | ǀ  | | Koord. | Hamura    |
| JC59 | Ozaku (小作)              | 14,1 | ǀ  | ǀ  | | Koord. | Hamura    |
| JC60 | Kabe (河辺)               | 15,9 | ǀ  | ●  | | Koord. | Ōme       |
| JC61 | Higashi-Ōme (東青梅)      | 17,2 | ǀ  | ǀ  | | Koord. | Ōme       |
| JC62 | Ōme (青梅)                | 18,5 | ●  | ●  | | Koord. | Ōme       |
| JC63 | Miyanohira (宮ノ平)       | 20,6 | ǀ  |    | | Koord. | Ōme       |
| JC64 | Hinatawada (日向和田)     | 21,4 | ǀ  |    | | Koord. | Ōme       |
| JC65 | Ishigamimae (石神前)      | 22,4 | ǀ  |    | | Koord. | Ōme       |
| JC66 | Futamatao (二俣尾)        | 23,6 | ǀ  |    | | Koord. | Ōme       |
| JC67 | Ikusabata (軍畑)          | 24,5 | ǀ  |    | | Koord. | Ōme       |
| JC68 | Sawai (沢井)              | 25,9 | ǀ  |    | | Koord. | Ōme       |
| JC69 | Mitake (御嶽)             | 27,2 | ●  |    | | Koord. | Ōme       |
| JC70 | Kawai (川井)              | 30,0 | ǀ  |    | | Koord. | Okutama   |
| JC71 | Kori (古里)               | 31,6 | ǀ  |    | | Koord. | Okutama   |
| JC72 | Hatonosu (鳩ノ巣)         | 33,8 | ǀ  |    | | Koord. | Okutama   |
| JC73 | Shiromaru (白丸)          | 35,2 | ǀ  |    | | Koord. | Okutama   |
| JC74 | Oku-Tama (奥多摩)         | 37,2 | ●  |    | | Koord. | Okutama   |